# Der Kriminalist
Der Kriminalist, (em Portugal, O Criminalista), é uma série policial de televisão alemã produzido desde 2006 pela ZDF e SF 1. A série estreou nas televisões portuguesas a 9 de Junho de 2009, no canal AXN, sendo transmitido às terças e repetido às quartas-feiras.

## Sinopse
A série centra-se no dia-a-dia do inspector-chefe da polícia de Berlim, Bruno Schumann (Christian Berkel). Responsável do Departamento de Investigação Criminal de Berlim, resolvendo casos de homicídios e crimes diversos, com a ajuda dos seus colegas, Henry Weber (Frank Giering) e Anne Vogt (Anna Schudt). Schumann é um homem exigente, com sentido de justiça e responsabilidade para com as vítimas e seus familiares. Contudo, ainda tem tempo para paixões na sua vida pessoal.

## Lista de episódios
| #   | Título original            | Exibição original | Realização         | Argumento                                       | Elenco |
| --- | -------------------------- | ----------------- | ------------------ | ----------------------------------------------- | --- |
| 1.1 | Am Abgrund                 | 08-12-2006        | Sherry Hormann     | Clemens Murath                                  | Fabian Hinrichs, Olivia Pascal, Rainer Strecker, Max Urlacher |
| 1.2 | Gefallene Engel            | 15-12-2006        | Torsten C. Fischer | Ralf Hertwig, Kathrin Richter                   | Jan-Gregor Kremp, Max Riemelt, Hansa Czypionka, Anna Maria Mühe, Birge Schade |
| 1.3 | Mördergroupie              | 22-12-2006        | Sherry Hormann     | Ralf Hertwig, Kathrin Richter                   | Richy Müller, Angela Roy, Rainer Will, Hans-Jochen Wagner |
| 1.4 | Außer Kontrolle            | 05-01-2007        | Torsten C. Fischer | Clemens Murath                                  | Hannes Hellmann, Catherine Flemming, Anna Fischer, Stephan Kampwirth |
| 1.5 | Verbranntes Glück          | 12-01-2007        | Torsten C. Fischer | Michael Illner                                  | Sylvester Groth, Sergej Moya, Alexander Fehling, Martin Brambach |
| 1.6 | Totgeschwiegen             | 19-01-2007        | Sherry Hormann     | Gerlinde Wolf, Kerstin Cantz                    | Andreas Schmidt, Sophie von Kessel, Matthias Matschke, Tonio Arango, Jytte-Merle Böhrnsen                                                                                                   |
| 2.1 | Abwärts                    | 14-09-2007        | Thomas Jahn        | Clemens Murath                                  | Wotan Wilke Möhring, Diego Wallraff, Pegah Ferydoni, Indira Weis |
| 2.2 | Dunkles Geheimnis          | 12-10-2007        | Thomas Jahn        | Herbert Kugler, Tom Maier                       | Gesine Cukrowski, Klaus J. Behrendt, Maximilian Mauff, Tom Jahn |
| 2.3 | Freier Fall                | 09-11-2007        | Thomas Jahn        | Christoph Silber, Thorsten Wettcke              | Johann von Bülow, Philipp Danne, Oliver Stritzel, Jürgen Rißmann |
| 2.4 | Ein ideales Opfer          | 14-12-2007        | Jobst C. Oetzmann  | Sven S. Poser                                   | Katrin Sass, Christina Große, Jörg Hartmann, Alma Leiberg, Thomas Lawinky |
| 2.5 | Fahrt in den Tod           | 04-01-2008        | Jobst C. Oetzmann  | Jochen Greve                                    | Tino Mewes, Neelesha Bavora-Barthel, Peter Kurth, Pit Bukowski, Murali Perumal |
| 2.6 | Vertrauenssache            | 11-01-2008        | Torsten C. Fischer | Kathrin Richter                                 | Helmut Berger, Floriane Daniel, Hans-Werner Meyer, Niki Greb |
| 2.7 | Schein und Sein            | 18-01-2008        | Torsten C. Fischer | Michael Illner                                  | Hans-Uwe Bauer, Volkmar Kleinert, Franz Dinda, Lisa Kreuzer |
| 2.8 | Unter Freunden             | 25-01-2008        | Torsten C. Fischer | Clemens Murath                                  | Günther Maria Halmer, Dagmar Manzel, Christian Grashof, Hartmut Becker, Christian Tasche |
| 3.1 | Bluesgewehr                | 10-10-2008        | Dagmar Hirtz       | Clemens Murath                                  | Susanne Bormann, Teresa Harder, Jana Klinge, Heiko Senst, Eberhard Kirchberg, Victoria Deutschmann, Marie Gruber, Margarita Broich                                                          |
| 3.2 | Eiskalter Tod              | 17-10-2008        | Buddy Giovinazzo   | Wolf R. Kuhl                                    | Ludwig Blochberger, Annika Blendl, Leslie Malton, Hubertus Hartmann, Michael Kind, Rhon Diels, Dietrich Adam, Nils Nelleßen                                                                 |
| 3.3 | Schlaflos                  | 24-10-2008        | Dagmar Hirtz       | Esther Bernstorff                               | Thomas Thieme, Marie Zielcke, Katharina Schubert, Wolfram Koch, Steffen Schroeder, Cornelia Schmaus                                                                                         |
| 3.4 | Ruhe in Frieden            | 31-10-2008        | Buddy Giovinazzo   | Markus Hoffmann                                 | Karoline Eichhorn, Heikko Deutschmann, Michael Schenk, Boris Aljinovic, Wolfgang Packhäuser, Jannis Michel                                                                                  |
| 3.5 | Zwischen den Welten        | 08-05-2009        | Elmar Fischer      | Georg Lemppenau, Felix Randau                   | Dominic Raacke, Detlev Buck, Jenny Schily, Omar El Saedi |
| 3.6 | Zerschlagene Träume        | 15-05-2009        | Elmar Fischer      | Herbert Kugler, Tom Maier                       | Karl Kranzkowski, Remo Schulze, Britta Hammelstein |
| 3.7 | Mauer im Kopf              | 22-05-2009        | Buddy Giovinazzo   | Christoph Silber, Thorsten Wettcke              | Florian Bartholomäi, Carina Wiese, Christian Maria Goebel |
| 3.8 | Die Kronzeugin             | 29-05-2009        | Elmar Fischer      | Markus Stromiedel, Silke Schwella               | André Hennicke, Hans Peter Hallwachs, Mina Tander |
| 4.1 | Das Geständnis             | 25-09-2009        | Thomas Jahn        | Christoph Silber, Thorsten Wettcke              | Max Urlacher, Pjotr Olev |
| 4.2 | Der gute Samariter         | 02-10-2009        | Thomas Jahn        | Christoph Silber, Thorsten Wettcke              | Oliver Mommsen, Nina Schwabe, Sven Martinek, Carin C. Tietze, Jakob Knoblauch, Philipp von Schulthess                                                                                       |
| 4.3 | Spurlos                    | 09-10-2009        | Thomas Jahn        | Clemens Murath                                  | Valerie Koch, Uwe Preuss, Harald Schrott, Julia Jäger |
| 4.4 | Die vierte Gewalt          | 16-10-2009        | Christian Görlitz  | Markus Hoffmann                                 | Pierre Besson, Mariah K. Friedrich, Andreas Schmidt, Hannes Wegener |
| 4.5 | Amok                       | 19-02-2010        | Christian Görlitz  | Ulf Tschauder                                   | Stefan Konarske, Lea Draeger, Steffi Kühnert, Christian Redl |
| 4.6 | Getauschtes Leben          | 26-02-2010        | Christian Görlitz  | Esther Bernstorff                               | Susanne Lothar, Rainer Bock, Birge Schade, Andreas Patton |
| 4.7 | Der Schatten               | 05-03-2010        | Züli Aladağ        | Lorenz Lau-Uhle                                 | Alice Dwyer, Constantin von Jascheroff |
| 4.8 | Tod gegen Liebe            | 12-03-2010        | Züli Aladağ        | Kathrin Richter                                 | Joachim Król, Ursina Lardi, Marie-Lou Sellem, Xenia Georgia Assenza, Jonas Hain |
| 5.1 | Schatten der Vergangenheit | 15-10-2010        | Thomas Jahn        | Thomas Jahn                                     | Andreas Guenther, Volker Lechtenbrink, Marc Benjamin Puch, Brigitte Grothum |
| 5.2 | Das Vogelmädchen           | 22-10-2010        | Christian Görlitz  | Esther Bernstorff                               | Lisa Hagmeister, Jürgen Tarrach |
| 5.3 | Schuld und Sühne           | 29-10-2010        | Thomas Jahn        | Markus Hoffmann, Uwe Kossmann                   | Ken Duken, Pegah Ferydoni, Navíd Akhavan |
| 5.4 | Das Verhör                 | 05-11-2010        | Thomas Jahn        | Thomas Jahn                                     | Suzan Anbeh, Lea Eisleb, Joachim Król, Friederike Kempter |
| 5.5 | Zwischen den Fronten       | 05-11-2010        | Christian Görlitz  | Clemens Murath                                  | Nhi Ngoc Nguyen-Hermann, Aaron Hong Le, Maverick Quek |
| 5.6 | Dierhagens Vermächtnis     | 25-02-2011        | Christian Görlitz  | Ulf Tschauder                                   | Jan-Gregor Kremp, Hendrik Duryn, Thomas Schendel, Lenn Kudrjawizki |
| 5.7 | Tod eines Begleiters       | 11-03-2011        | Züli Aladağ        | Lorenz Lau-Uhle                                 | Sonja Kirchberger, Johann von Bülow, Sibylle Canonica, Daniel Roth |
| 5.8 | Abgetaucht                 | 18-03-2011        | Züli Aladağ        | Christoph Silber, Thorsten Wettcke, Züli Aladag | Edgar Selge, Christian Koerner, Rolf Kanies, Dorka Gryllus, Susanne Hoss |
| 6.1 | Unter Druck                | 11-11-2011        | Hannu Salonen      | Thorsten Wettcke, Christoph Silber              | Thelma Buabeng, Marie Gruber, Andreas Hofer, Sebastian Hülk, Dietmar Mues |
| 6.2 | Der Beschützer             | 18-11-2011        | Hannu Salonen      | Lorenz Lau-Uhle                                 | Vladimir Burlakov, Konstantin Frolov, Godehard Giese, Karolina Lodyga, Torsten Michaelis, Rainer Reiners, Janek Rieke, Katharina Rivilis, Devid Striesow                                    |
| 6.3 | Grüsse von Johnny Silver   | 25-11-2011        | Hannu Salonen      | Clemens Murath                                  | Michael Bornhütter, Fabian Busch, Judith Hoersch, Alexander Hörbe, Volkmar Kleinert, Christian Kuchenbuch, Claudia Mehnert, Ellenie Salvo González, Kay Bartholomäus Schulze, Anian Zollner |
| 6.4 | Sucht                      | 02-12-2011        | Filippos Tsitos    | Clemens Murath                                  | Neil Malik Abdullah, Suzan Anbeh, Lutz Blochberger, Cedric Eich, Sonja Hilberger, Sandra Hüller, Herbert Olschok, Bernd Stegemann, Anjorka Strechel, Carina Wiese                           |
| 6.5 | Schamlos                   | 18-05-2012        | Filippos Tsitos    | Douglas Wissmann                                | Jenny Elvers-Elbertzhagen , Maria Käser, Ingo Naujoks, Nils Nelleßen, Jimi Blue Ochsenknecht, Jörg Pose, Caroline Redl, Patrick Winczewski                                                  |
| 6.6 | Magdalena                  | 25-05-2012        | Christian Görlitz  | Ulf Tschauder                                   | Lena Dörrie, Leonard Carow, Stephan Bissmeier, Ute Willing, Julia Friede, Tina Engel, Patrick Heyn                                                                                          |
| 6.7 | Ohnmacht                   | 01-06-2012        | Christian Görlitz  | Marija Erceg                                    | Nils Nelleßen, Karin Hanczewski, Melika Foroutan, Alexander Beyer, Dominique Chiout, Andreas Pietschmann, Rene Schoenenberger, Max Boekhoff, Suzan Anbeh                                    |
| 7.1 | Des Königs Schwert         | 19-10-2012        | Hannu Salonen      | Hannu Salonen                                   | Jürgen Schornagel, Suzanne von Borsody, Carla Juri, Emilio De Marchi, Bernhard Leute, Rainer Reiners, Norbert Stöß                                                                          |
| 7.2 | Schumanns Fehler           | 26-10-2012        | Christian Görlitz  | Daniel Douglas Wissmann                         | Lavinia Wilson, Matthias Faust, Marian Meder, Alexandra Finder, Peter Benedict, Frank Jacobsen, Marko Bräutigam, Mike Adler, Monika Lennartz, Marie Burchard                                |
| 7.3 | Blaues Blut                | 02-11-2012        | Christian Görlitz  | Lorenz Lau-Uhle                                 | Markus Hering, Leonie Benesch, Antonia Gerke, Shenja Lacher, Björn Bugri, Noémi Besedes, Suzan Anbeh                                                                                        |
| 7.4 | Todgeweiht                 | 09-11-2012        | Hannu Salonen      | Khyana El Bitar, Matthias Keilich               | Barbara Philipp, David Rott, Axel Wandtke, Raphaël Vogt, Hassan Akkouch, Matthias Dittmer                                                                                                   |
| 7.5 | Lebenslänglich             | 16-11-2012        | Christian Görlitz  | Frank Koopmann, Jeanet Pfitzer                  | Arnd Klawitter, David Rott, Axel Schreiber, Stephan Baumecker, Sandra Borgmann, Rainer Sellien, Corinna Breite, Suzan Anbeh                                                                 |
| 8.1 | Dolly 2.0                  | 03-05-2013        | Christian Görlitz  | Frank Koopmann, Jeanet Pfitzer                  | Barbara Prakopenka, Jasna Fritzi Bauer, Judith Engel, Florian Martens, Ole Fischer, Carmen Birk, Samia Muriel Chancrin                                                                      |
| 8.2 | Der Sobottka-Clan          | 10-05-2013        | Hannu Salonen      | Ulf Tschauder                                   | Katrin Sass, Carolyn Genzkow, Jens Münchow, Max Hopp, Tino Mewes, Christian Beermann, Nora Hütz, Rebecca Rudolph, Christof Düro                                                             |
| 8.3 | Nacht am See               | 17-05-2013        | Christian Görlitz  | Clemens Murath                                  | Max Gertsch, Nina Kronjäger, Olga Nasfeter, Urs Fabian Winiger, Kristin Meyer, Michael A. Grimm, Alma Leiberg, Victoria Fleer                                                               |
| 8.4 | Vergeltung                 | 24-05-2013        | Christian Görlitz  | Christoph Darnstädt                             | Sylvester Groth, Thomas Heinze, Luc Feit, Max Kidd, Trystan W. Pütter, Michael Baral, Daniel Aichinger, Thomas Lawinky, Kerstin Reimann, Kai-Peter Gläser                                   |